# Спіка
Спіка, також Азімех (α Vir / α Virginis / Альфа Діви) — це найяскравіша зоря сузір'я Діви, та одна з найяскравіших зірок на нічному небі.

## Пошук на небі

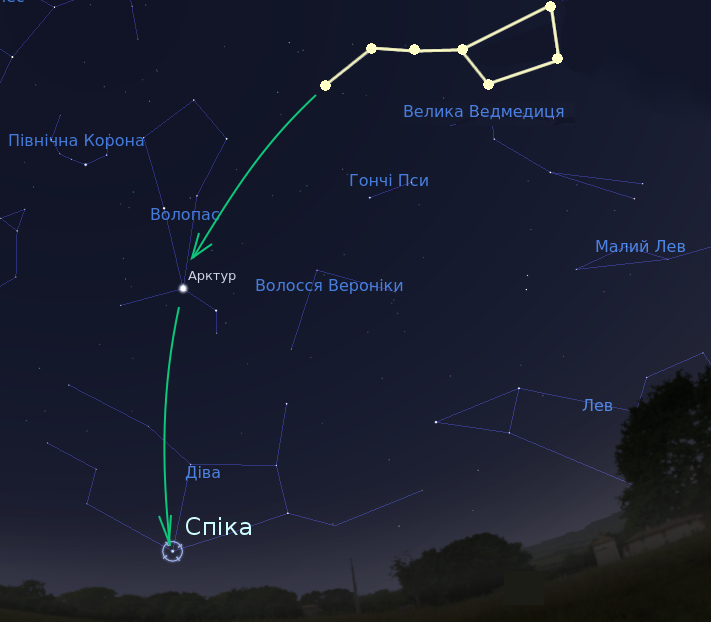
Як знайти Спіку

Щоб знайти Спіку на небі, потрібно прокласти дугу через три зорі астеризму Великого Воза сузір'я Великої Ведмедиці, власне через Аліот, Міцар, Бенетнаш, знайти жовтогарячий Арктур (α Волопаса) і продовжити дугу далі. Відстань по дузі від Арктура до Спіки приблизно дорівнює відстані по дузі від Бенетнаш до Арктура.